# Nicolas Milan
Nicolas Milan (Cenon, Gironde, Francia, 7 de mayo de 1980) es un piloto de automovilismo francés especializado en carreras de turismos monomarca. Sus 15 títulos hasta la fecha le convierten en uno de los mejores pilotos de la historia de las Copas Clio.

## Trayectoria
Nicolas Milan comenzó su carrera en el automovilismo en 1999, compitiendo en el Campeonato de Francia de Superturismo con un Peugeot 306 GTI. A principios del año 2000, decidió crear su estructura e instalar sus talleres en Clermont-Dessous. Entre 2002 y 2006 disputaría las temporadas de las Reuniones Peugeot Sport, allí en 2005 ganó el Trofeo Pirelli y al año siguiente terminó en campeón de la Copa de Francia 206 RCC y en la Copa 206 Sprint. Este éxito moldeó el resto de su carrera, ya que gracias a los premios otorgados por Peugeot Sport y a los 206 RCC que le regalaron por cada uno de sus títulos, el piloto se convirtió en jefe de equipo, alquilando sus coches a otros pilotos. Hoy en día sigue con Milan Compétition, su escudería de coches de competición (Actualmente apoyada por Castrol), que tiene muchos campeonatos de equipos de las Copas Clio en su palmarés.

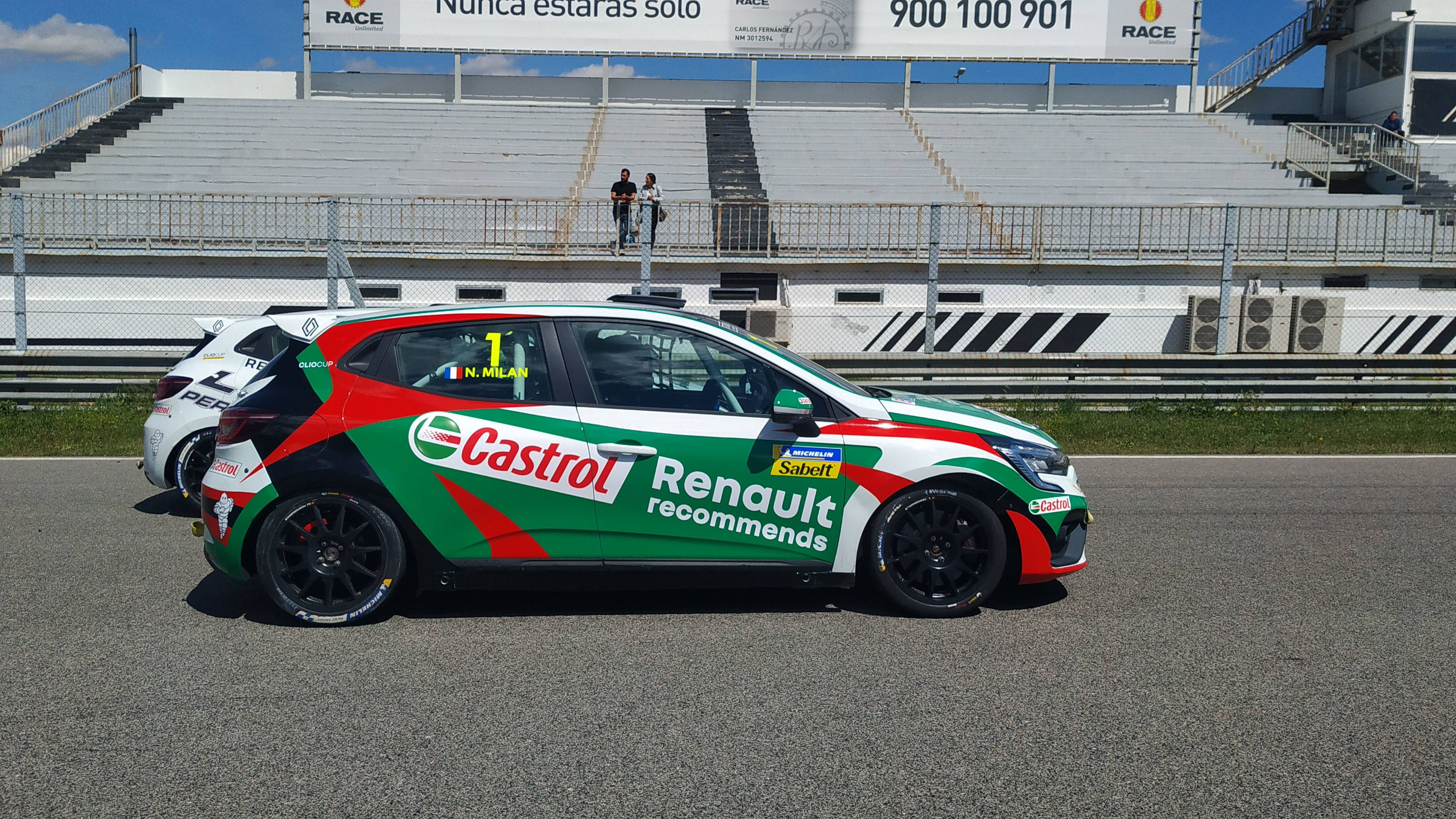
Nicolas Milan en el Circuito del Jarama a principios de 2022

En 2007 comenzó sus carreras con Renault disputando la Clio Cup Francesa, donde ocupó el quinto lugar final en esa primera temporada. En los años siguientes, el piloto mejoró constantemente su rendimiento, obteniendo el segundo lugar en 2008 y finalmente ganando la copa en 2009, 2010 y 2011. Dicho 2011, el piloto se aventuró en la Copa Clio Española, donde obtuvo el segundo lugar siendo solo superado por José Manuel de los Milagros, sin embargo si logró vencer esa temporada en el primer año de la Eurocopa Clio.
Tras probar la Eurocopa Mégane en 2012, continuó compitiendo en las Copas Clio Francesa, Española y Europea, obteniendo el campeonato francés de 2014 y 2018; y el Español de 2013. Durante esta época y después de varias temporadas sin correr con Peugeots, los volvió a pilotar en la Peugeot RCZ Racing Cup en 2013, 2014, 2015 y 2016; siendo subcampeón los dos últimos años; y en la Peugeot 308 Racing Cup en 2017 y 2018, este último año apenas disputa carreras y se pasa a la recién creada Copa Alpine Elf, donde pierde el título por tan solo 1 punto de diferencia.
A partir de 2020 el piloto empieza a dominar con los Clio, ganando la competición francesa durante tres años consecutivos, la española ese año y en 2021, y la europea en 2021 y recibiendo el título honorífico de campeón absoluto de la Clio Series 2022, incluyendo muchas victorias, poles, vueltas rápidas y podios en este periodo. Marc Guillot y David Pouget han sido los únicos pilotos capaces de plantarle cara en cabeza regularmente durante estos años.

## Palmarés destacado[5]

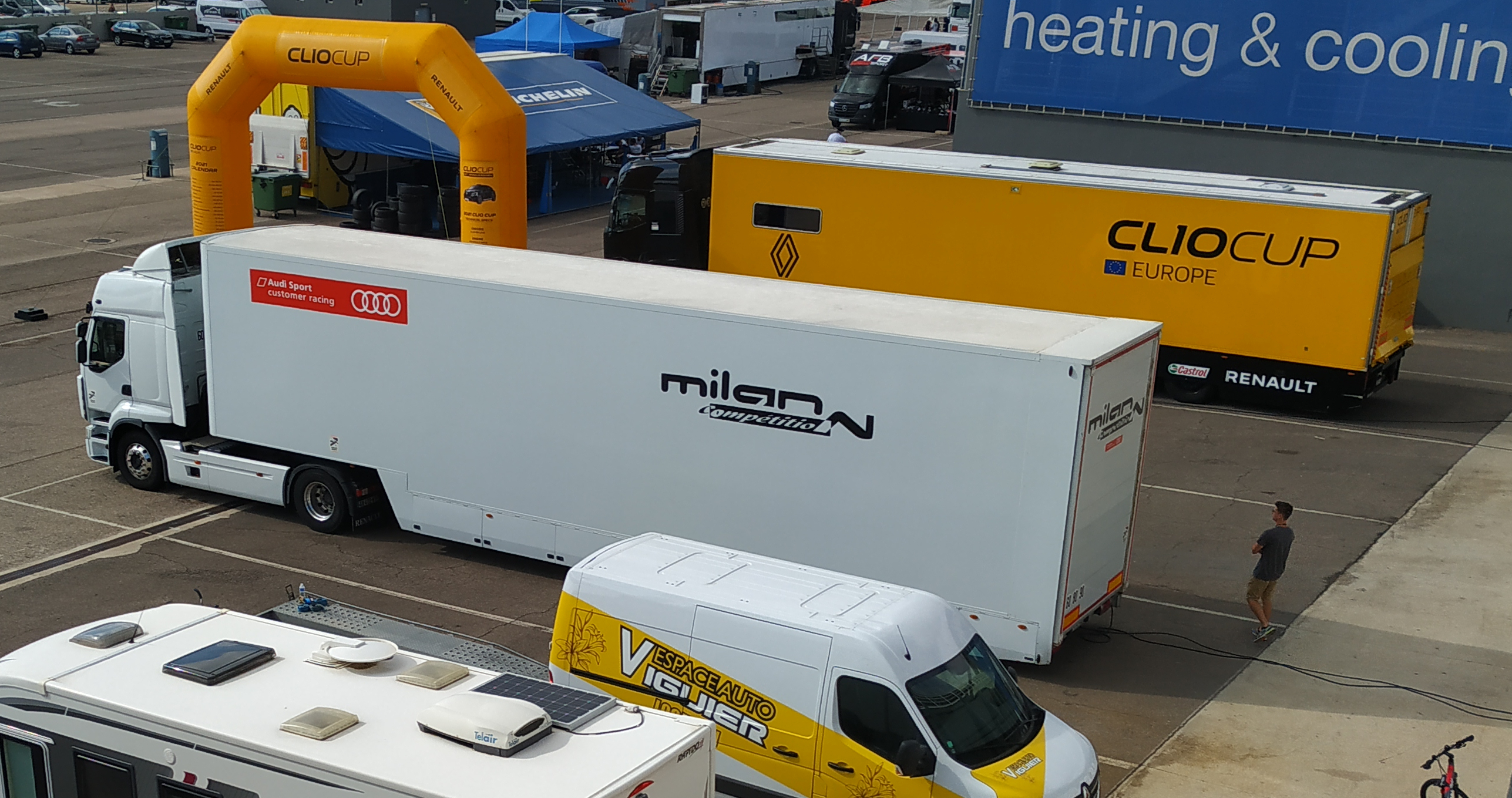
Camión de la escudería Milan Compétition (2021)

- Campeón Copa de Francia Peugeot 206 RCC: 2006 (3.º en 2007)
- Campeón Copa 206 Sprint(Reuniones Peugeot Sport): 2006
- 8 veces Campeón Clio Cup Francesa: 2009, 2010, 2011, 2014, 2018, 2020, 2021 y 2022 (2.º en 2008, 2017 y 2023, 3.º en 2015 y 2019)
- 4 veces Campeón Clio Cup Española: 2013, 2018, 2020 y 2021 (2.º en 2011, 2014 y 2019)
- 2 veces Campeón Eurocopa Clio/Clio Europea: 2011 y 2021 (2.º en 2022, 3.º en 2013)
- Campeón Clio Series: 2022 (2.º en 2023)
- Subcampeón Copa Peugeot RCZ Racing: 2015 y 2016
- Subcampeón Copa Alpine Elf: 2018